# Tokyo Zombie
Tokyo Zombie (東京ゾンビ, Tōkyō Zonbi) és un manga escrit el 1999 per Yusaku Hanakuma. Posteriorment es va convertir en una pel·lícula japonesa de 2005 escrita i dirigida per Sakichi Sato. Les pel·lícules estan protagonitzades per Tadanobu Asano, Show Aikawa i Erika Okuda. La pel·lícula es va estrenar a Amèrica del Nord, Regne Unit i més tard Austràlia i Nova Zelanda el 2009.

## Argument
Fujio i Mitsuo són dos vagabunds a temps complet que treballen en una fàbrica d'extintors. Els dos passen les hores de dinar entrenant per complir els seus somnis de ser campions de jujitsu. Un dia, assassinen el seu cap i aboquen el seu cos a un abocador de residus tòxics de Tòquio conegut com "Fuji Negre".
Les coses empitjoren de sobte quan un exèrcit de no-morts s'aixeca de l'abocador i comença a atacar els vius. Per sobreviure, hauran d'emprar les seves limitades habilitats de jujitsu, per ajudar o escapar de Tòquio.

## Repartiment
- Tadanobu Asano – Fujio
- Shō Aikawa – Mitsuo
- Erika Okuda – Yoko
- Arata Furuta – Ishihara
- Kazuo Umezu – Akiyama / Príncep
- Hina Matsuoka – Fumiyo
- Maria Takagi – germana de Yocchan

## Recepció
En una llista de "10 Great Zombie Manga", Jason Thompson de Anime News Network va situar "Tokyo Zombie" en el novè lloc, anomenant-lo "bo, cursi, entreteniment ultraviolent".